# في. لوري سنو
في. لوري سنو هو محامي وسياسي أمريكي، ولد في 21 أغسطس 1950 في مدينة سولت ليك في الولايات المتحدة. نشط حزبياً في الحزب الجمهوري. وقد انتخب عضو مجلس نواب ولاية يوتا ‏.

## وصلات خارجية
- الموقع الرسمي